# 唐納德·奧康納

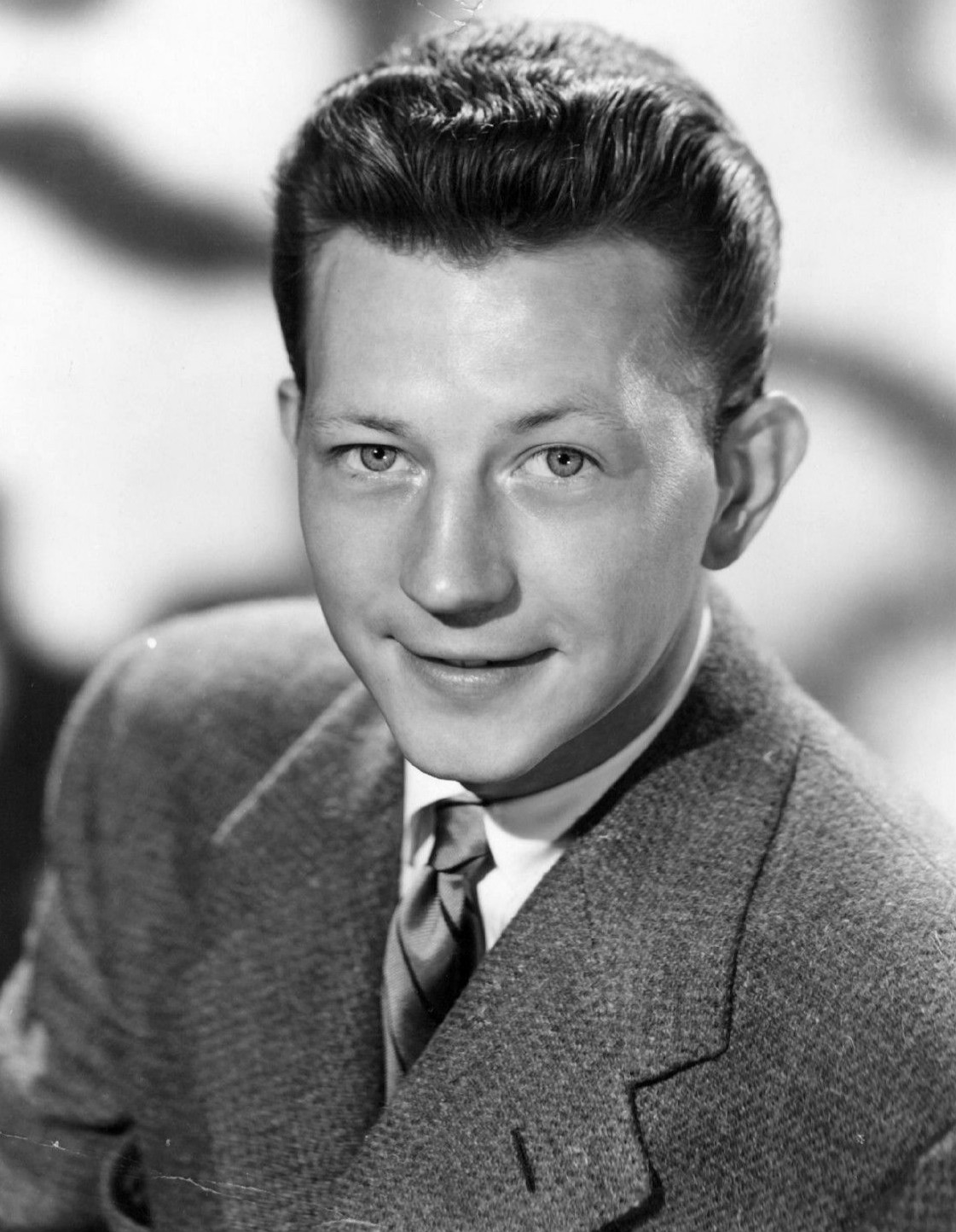
唐納德·奧康納

唐纳德·戴维·迪克森·罗纳德·奥康纳（Donald David Dixon Ronald O'Connor，1925年8月28日—2003年9月27日）是一位美国舞蹈家、歌手和演员。奥康纳生于一个歌舞杂耍表演家庭，他父亲祖先来自爱尔兰。 受家庭環境影響，唐納德·奧康納学会了跳舞、唱歌、表演喜剧。
他曾在電影萬花嬉春中亮相並跳舞，並凭借该舞蹈获得金球獎最佳音樂及喜劇類電影男主角。他还獲得過黃金時段艾美獎，并在好莱坞星光大道上留下两颗星。